# Марія Луїза Анідо
Ізабель Марія Луїза Анідо Гонсалес (ісп. Isabel María Luisa Anido González), (26 січня 1907, Морон, Буенос-Айрес, Аргентина — 4 червня 1996, Таррагона, Каталонія, Іспанія) — аргентинська класична гітаристка, композитор, музичний педагог.

## Біографія
Марія Луїза була четвертою донькою гітариста та музичного ентузіаста Хуана Карлоса Анідо та його дружини Бетильди Гонсалес Ріго. Родина переїхала до Буенос-Айреса, коли донька була маленькою. Батько підтримував її в перших артистичних кроках у світі гітари, навчав першим акордам, супроводжував її в перших національних і міжнародних турах. Саме завдяки йому в дитинстві Марія Луїза неодноразово зустрічала видатних гітаристів того часу як Еміліо Пухоль, Сайнс де ла Маса, Хосефіна Робледо та ін. Навчалася грі на гітарі під керівництвом Домінго Прата та Мігеля Льобета. Після смерті батька в 1933 році Марія Луїза значно скоротила свою концертну діяльність, зосередившись на приватних уроках і викладацькій діяльності. У 1940-х роках вона викладала гітару в Національній консерваторії музики Буенос-Айреса та в Національному університеті Літораль у Росаріо (Аргентина). Її концертна кар'єра відновилася після смерті матері в 1950 році. Залишивши педагогічну практику, Марія Луїза Анідо провела наступні два десятиліття в нескінченних гастролях по Європі, Америці та Азії. У 1976 році вона оселилася в Барселоні, даючи уроки та концертуючи. У 1987 році кубинський уряд запросив її викладати в Гавані. У 1989 році вона повернулася в Каталонію.

## Виступи

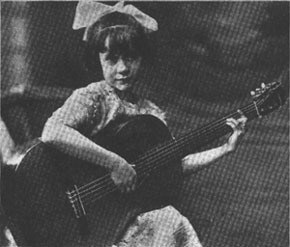

У 1916—1918 роках Марія Луїза брала участь у різноманітних музичних прослуховуваннях, викликаючи похвалу та захоплення критиків. Марії Луїзі було лише 11 років, коли вона з великим успіхом дала свій перший великий концерт у салоні «La Argentina» в Буенос-Айресі. Вона грала на старовинній гітарі Торрес, виготовленій великим лютьєром Антоніо де Торресом для неперевершеного іспанського маестро Франсіско Тарреґи. Цей легендарний інструмент був подарунком від батька Марії Луїзи. Постійно вдосконалюючи свою техніку та гастролюючи як сольна артистка і як учасниця гітарного дуету зі своїм учителем Мігелем Льобетом, Марія Луїза Анідо отримала заслужене звання «Перша леді гітари». Репертуар виконавиці був дуже широким: твори класиків, музика латиноамериканських композиторів, твори іспанських композиторів, власні авторські композиції. У 1952 році відбувся її сольний концерт у Лондоні у знаменитому концертному залі Вігмор-Холл; потім були гастрольні поїздки країнами Європи. Вона виступала як концертуюча гітаристка у країнах Америки, у Японії та Радянському Союзі. У 1989 році аргентинська культурна некомерційна організація «Foundation Konex» вшанувала її як найкращу виконавицю на гітарі в національній історії.

## Композиції для гітари
У 1927 році Марія Луїза Анідо створила свій перший твір «Баркарола». Мігель Льобет, каталонський гітарист, написав незабаром після цього: «Я читав і виконував ії „Баркаролу“, голоси звучать чудово з чудовим смаком своїх природних характеристик, кольори тону ідеальні. Браво, дуже добре зроблено. Я думаю, вам слід продовжувати писати свої чудові натхнення» ; «Марія Луїза Анідо стала для мене відкриттям. Враження, яке справила на мене, ніколи не зітреться з пам'яті. Наділена артистичним темпераментом першого порядку, вона чудово пристосовується до всіх музичних стилів і форм, а з точки зору своєї технічної майстерності вона не тільки неперевершена, але й у багатьох аспектах перевершує все, що можна уявити».
Марія Луїза Анідо — автор численних перекладів для класичної гітари, автор оригінальних творів, обробок народних мелодій. Найвідоміші з них — «Аргентинська мелодія», «Танець індіанців Північної Аргентини», «Пісня з Юкатану» та інші мелодії, які охоплюють майже всі нюанси аргентинського фольклору.
Зі скромності Марія Луїза Анідо не зареєструвала всі свої роботи.